# Setla
Setla es una entidad de población española del municipio de Els Poblets, perteneciente a la provincia de Alicante, en la Comunidad Valenciana.

## Historia
Hacia mediados del siglo XIX, el lugar formaba ayuntamiento con Mirarrosa. Aparece descrito en el decimocuarto volumen del Diccionario geográfico-estadístico-histórico de España y sus posesiones de Ultramar de Pascual Madoz con las siguientes palabras:

SETLA: l. que forma ayunt. con Mirarosa (V.) en la prov. de Alicante (12 leg.), part. jud. de Denia (1), aud. terr., c. g. y dióc. de Valencia (12): sit. en la ribera izq. del r. Bolata ó Vergel, ocupando un terreno llano, donde le combaten principalmente los vientos del S. y goza de clima templado y saludable, padeciéndose algunas intermitentes. Tiene unas 50 casas de no muy buena fáb., cárcel mala y arruinada, un palacio del señor territorial y una igl. aneja de la parr. de Vergel. El térm. comun á Setla y Mirarosa confina por N. con el mar Mediterráneo (1/4 de hora); E. Denia (1); S. Miraflor (medio 1/4), y O. monte Segarria (1/4), que empieza por muchos cerros agrupados, dejando correr por sus raices set. el r. Molinell, y por las merid. el Bolata aumentando sus dimensiones y alturas hácia el puerto de Sagra. El terreno es de regular calidad, y se halla plantado generalmente de olivos, algarrobos, moreras y viñedos. Los caminos todos son locales á escepcion de la carretera que desde Denia se dirige á Valencia por las inmediaciones de este pueblo: su estado regular. La correspondencia se recibe de Denia por baligero tres veces á la semana. prod.: seda, pasa moscatel, trigo, aceite, panizo, algarrobas, legumbres y hortaliza. ind.: la agrícola y una prensa de aceite. pobl.: con Mirarosa, 122 vec., 417 alm. cap. prod.: 1.218,133 rs. imp.: 38,374. contr.: 4,763. Este pueblo correspondia al marquesado de Denia, y formaba jurisd. con Mirarosa y Miraflor, sit. los 3 á manera de un triángulo y denominándose vulgarmente Llors (Lugares): despues se ha desmembrado Miraflor para constituir un pueblo independiente, formando otra municipalidad Setla y Mirarosa.
(Madoz, 1849, p. 208)

El municipio se disolvió en 1971, cuando se fusionó con Miraflor para conformar el de Setla-Mirarrosa y Miraflor, ahora denominado Els Poblets. En 2024, la entidad singular de población de Setla tenía empadronados 406 habitantes, todos ellos en el núcleo de ese mismo nombre.